# بحث (نظر)
البحث لغة التفحص، وفي اصطلاح أهل النظر يطلق على حمل الشيء على الشيء، وعلى إثبات النسبة الخبرية بالدليل، وعلى إثبات المحمول للموضوع، وعلى إثبات العرض الذاتي لموضوع العلم، وعلى المناظرة وهي النظر إظهارا للصواب. والمبحث عندهم هو الدعوى من حيث أنه يرد عليه أو على دليله البحث.